# Rigadin cherche un engagement
Pour plus de détails, voir Fiche technique et Distribution.
Rigadin cherche un engagement ou L'Engagement de Rigadin est un film muet français réalisé par Georges Monca, sorti en 1910.

## Fiche technique
- Titre : Rigadin cherche un engagement
- Titre alternatif : L'Engagement de Rigadin
- Réalisation : Georges Monca
- Scénario : d'après le roman de J.-H. Rosny jeune
- Photographie :
- Montage :
- Société de production : Société cinématographique des auteurs et gens de lettres (S.C.A.G.L)
- Société de distribution : Pathé Frères
- Pays d'origine :  France
- Langue : français
- Métrage : 170 mètres
- Format : Noir et blanc — 35 mm — 1,33:1 — Muet
- Genre : Comédie
- Durée : 5 minutes et 40 secondes
- N° de catalogue Pathé : 3806
- Dates de sortie : 
  - France : 14 octobre 1910

## Distribution
- Charles Prince : Rigadin
- Georges Tréville : le directeur du music-hall
- Gabrielle Lange
- Gabrielle Debrives
- Andrée Marly
- Favey